# Oak Ridge, Tennessee
Oak Ridge là một thành phố ở các quận Anderson và Roane ở phía Đông của tiểu bang Tennessee, Hoa Kỳ, cách trung tâm thành phố Knoxville khoảng 25 dặm (40 km) về phía Tây. Dân số của Oak Ridge là 31.402 người trong cuộc điều tra dân số năm 2020. Nó là một phần của Vùng đô thị Knoxville. Các biệt danh của Oak Ridge bao gồm "Thành phố nguyên tử", "Thành phố bí mật", "Sường núi", "Thị trấn chế tạo bom nguyên tử", và "Thành phố phía sau hàng rào".
Năm 1942, chính phủ liên bang Hoa Kỳ mua gần 60.000 mẫu Anh (240 km2) đất nông nghiệp ở Thung lũng sông Clinch để phát triển một thành phố quy hoạch hỗ trợ 75.000 cư dân. Nó được xây dựng với sự hỗ trợ của công ty kiến trúc và kỹ thuật Skidmore, Owings & Merrill, từ năm 1942 đến năm 1943. Oak Ridge được thành lập vào năm 1942 để làm nơi sản xuất cho Dự án Manhattan—hoạt động quy mô lớn của Mỹ, Anh và Canada nhằm phát triển bom nguyên tử. Thành phố là nơi đặt Phòng thí nghiệm Quốc gia Oak Ridge và Tổ hợp An ninh Quốc gia Y-12, sự phát triển khoa học và công nghệ vẫn đóng một vai trò quan trọng trong nền kinh tế và văn hóa của thành phố nói chung.